# ミラーノ
ミラーノ（伊: Mirano）は、イタリア共和国ヴェネト州ヴェネツィア県にある、人口約27,000人の基礎自治体（コムーネ）。

## 名称
ロンバルディア州の都市ミラノ（Milano）も「ミラーノ」と発音するが、日本では「ミラノ」と表記する方がより一般的である。

## 地理

### 位置・広がり
ヴェネツィアの北西20km程のところに位置する。

#### 隣接コムーネ
隣接するコムーネは以下の通り。
- マルテッラーゴ
- ミーラ
- ノアーレ
- ピャニーガ
- サルツァーノ
- サンタ・マリーア・ディ・サーラ
- スピネーア

### 気候分類・地震分類
気候分類では、zona E, 2541 GGに分類される。
また、イタリアの地震リスク階級 (it) では、zona 3 (sismicità bassa) に分類される。

## 行政

### 分離集落
ミラーノには、以下の分離集落（フラツィオーネ）がある。
- Ballò, Campocroce, Scaltenigo, Vetrego, Zianigo

## 交通
ヴェネツィアやパドヴァのバスターミナルからはミラーノ（Mirano）行きのバスがある。これに関連して、ヴェネツィア付近を旅行中の日本人がミラノへの行き方を聞いたところ、ミラノ（Milano）とミラーノ（Mirano）を言い分けることができないため、ここに案内されたと言う逸話がある。また、ミーラ（Mira）やメラーノ（Merano）も比較的近くにあり、混乱を増やしている。